# سووتلانا اورلووا (بازیگر)
سووتلانا اورلووا (روسی: Светлана Фёдоровна Орлова؛ زادهٔ ۸ آوریل ۱۹۵۶) بازیگر اهل کشور اتحاد جماهیر شوروی سوسیالیستی و روسیه است. از فیلم هایی که وی در آنها بازی کرده می توان به فیلم افسانه سیاوش اشاره نمود.